# Lexington (Carolina del Norte)
Lexington es una ciudad ubicada en el condado de Davidson y en el estado estadounidense de Carolina del Norte. Es sede del condado de Davidson. La localidad en el año 2000, tenía una población de 19.953 habitantes en una superficie de 45,6 km².

## Geografía
Lexington se encuentra ubicada en las coordenadas 35°49′0″N 80°15′31″O / 35.81667, -80.25861. Según la Oficina del Censo, la localidad tiene un área total de 45,6 km² (17,6 mi²), de la cual 45,6 km² (17,6 mi²) es tierra y 0 km² (0 mi²) (0.0%) es agua.

### Localidades adyacentes
El siguiente diagrama muestra a las localidades en un radio de 24 kilómetros (14,9 mi) de Lexington.

## Demografía
En el 2000 la renta per cápita promedia del hogar era de $26.226, y el ingreso promedio para una familia era de $32.339. El ingreso per cápita para la localidad era de $15.310. En 2000 los hombres tenían un ingreso per cápita de $25.555 contra $20.939 para las mujeres. Alrededor del 16.70% de la población estaba bajo el umbral de pobreza nacional.